# Jacques Dutilh

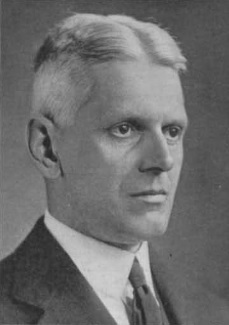
Jacques Dutilh

Jacques Dutilh (Rotterdam, 19 juni 1884 – Rotterdam, 25 juni 1960) was een Nederlandse advocaat, bankier en gemeenteraadslid. 
Na zijn Erasmiaanse gymnasiumjaren studeerde hij rechten in Leiden, waar hij ook promoveerde (1908).
Na een jaar ervaring te hebben opgedaan op een dispatcheurskantoor in Londen trad hij in 1909 als advocaat, procureur en dispatcheur toe tot het kantoor van zijn vader, Mrs. C.C. Dutilh en P.L.M. Driebeek. In het voetspoor van zijn vader trad Dutilh, in 1927, toe tot de gemeenteraad van Rotterdam, waarvan hij ruim dertig jaar deel uitmaakte. 
Jacques Dutilh was een typisch liberale, sociaal bewogen figuur. Als jongeman werd hij reeds lid van de Gezondheidscommissie, in het verlengde van welke werkzaamheid hij zich inzette voor verbetering van de woonomstandigheden. Hij was voorzitter van de NV Maatschappij voor Volkshuisvesting Tuindorp Vreewijk. Gedurende zestien jaar was hij voorzitter van de Raad van Beheer van de Economische Hogeschool en ook enkele jaren van haar Algemeen Bestuur. 
Vanwege zijn bijzondere verdiensten is in 1959 aan Dutilh de Van Oldenbarneveltpenning toegekend, de hoogste gemeentelijke onderscheiding van de stad Rotterdam.
In het Rotterdamse wijk Prinsenland in de deelgemeente Prins Alexander ligt de Jacques Dutilhweg.

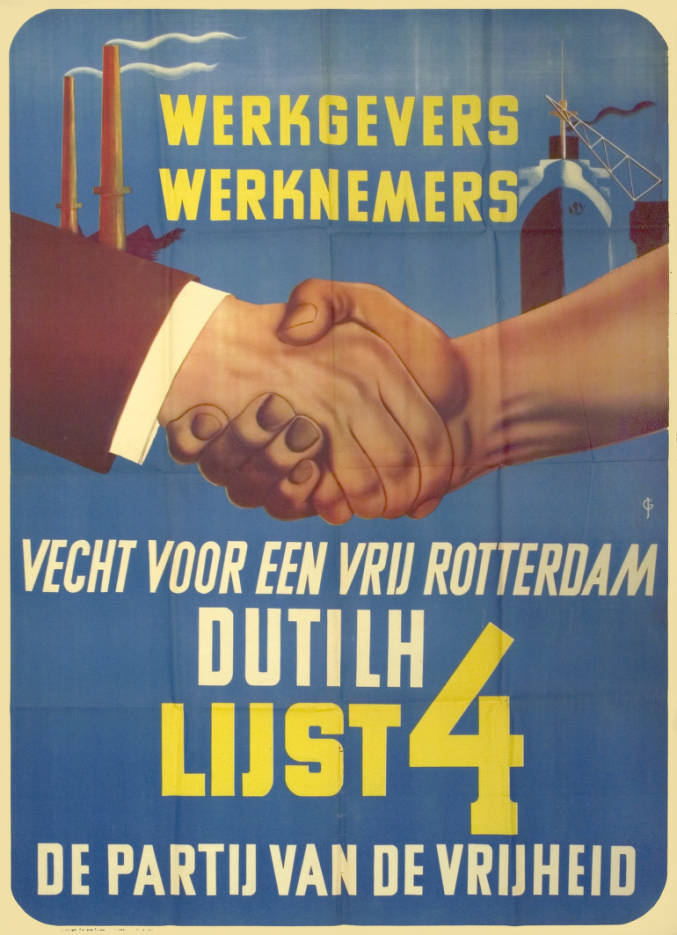
Affiche voor de Partij van de Vrijheid voor de gemeenteraadsverkiezingen in Rotterdam in 1946 met Dutilh als lijsttrekker.